# Matilo
Matilo (o Matilone) era un forte di auxilia romane situato nel luogo dove attualmente si trova la città di Leida. Era posto lungo il limes renano della Germania inferiore. 
Durante il medioevo, e fino al 1575, il nome Lugdunum fu erroneamente utilizzato per designare la città di Leida. Il nome Leida deriva in effetti dal piccolo fiume vicino alla città, il Leede.
La località di "Lugdunum Batavorum", invece, si trova attualmente nel mare, nei pressi di Katwijk aan Zee.

## Storia
Matilo era un forte militare che appariva nella Tavola Peutingeriana tra Albaniana (oggi Alphen aan den Rijn) e Praetorium Agrippinae (oggi Valkenburg). Fu costruito nei pressi della fossa Corbulonis per collegare Forum Hadriani (oggi Voorburg), capitale del popolo germanico dei Canninefati nei pressi dell'estuario del Reno.
Il primo forte, inizialmente in legno, fu probabilmente costruito durante lo scavo del canale, che iniziò nel 47. Il corso del canale fu identificato quando nel 1912 fu trovato, in seguito ad uno scavo, i resti di una nave romana. Questo forte, come la maggior parte dei forti di questo tratto di limes, fu distrutto durante la rivolta dei Batavi nel 70. Fu poi ricostruito, in legno e mattoni, agli inizi del II secolo.
Nel III secolo, l'innalzamento del livello del mare, rese questo tratto di Reno più paludoso. E sembra probabile che il forte sia stato ricostruito agli inizi di questo secolo, come la maggior parte di quelli della Germania inferiore. Matilo fu costruito in pietra nel 243, ma fu abbandonato in modo definitivo attorno al 275.

## Il sito archeologico
Il sito era già conosciuto nel XVI secolo. Nel 1508, infatti, furono rinvenute alcune parti delle mura esterne, oltre ad alcune iscrizioni, tre statue in bronzo (due leoni, e la dea Minerva, presentati all'Imperatore Massimiliano d'Austria), terra sigillata, alcune mattoni e mattonelle nei pressi di un convento in località Roomburg.
Le campagne di scavo non proseguirono per alcuni secoli, fino a quando nel 1927 fu scoperta la fossa. Quaranta anni più tardi, una nuova campagna campagna di ricerca mise in evidenza un piccolo forte delle dimensioni di 82 x 100 metri, oltre ad un praetorium di 32 metri per lato, databile al II secolo. Un'iscrizione ricorda che Settimio Severo restaurò i magazzini negli anni 196-198.
Altre epigrafi mostrano che qui soggiornarono alcune unità ausiliarie come la cohors I Lucensium Hispanorum o la cohors XV voluntarium pia civium Romanorum o il numerus exploratorum Batavorum. 
Nel 1994, nuovi scavi casuali rivelarono la presenza di una necropoli, abbinabile al vicino vicus della gente dei Canninefati. Nel 1999 due nuovi frammenti del muro di cinta furono identificati. Nel 1996 fu scoperta una maschera di bronzo, usato durante le parate militari della cavalleria, databile all'epoca dell'imperatore romano, Adriano (121 circa). Nel 2006 anche una parte di limes fu scavata non molto distante dal forte e il 18 febbraio del 2010, la città di Leida ha definitivamente attuato il progetto di un parco archeologico a Matilo.